# Brenda Pérez i Soler
Brenda Pérez i Soler   (Badalona, 27 de juny de 1993) és una futbolista catalana.
Juga com a centrecampista. Es va formar en les categories inferiors del Reial Club Deportiu Espanyol, debutant amb el primer equip durant la temporada 2011-2012. Ha desenvolupat la seva carrera en diferents equips de primera i segona divisió espanyola, com el CE Sant Gabriel de Sant Adrià de Besòs, l'Atlètic de Madrid, el València CF i el Canilles. Durant la temporada 2016-2017 torna a l'equip en què va debutar, en RCD Espanyol. A més, és internacional amb la selecció espanyola.
El 2015 va participar en un experiment del programa televisiu El Hormiguero d'Antena 3 en el qual va participar en un partit de futbol masculí disfressada d'home. Només l'àrbitre i l'entrenador del seu equip coneixien la seva verdadera identitat. D'aquesta manera, es pretenia reivindicar el futbol femení. Així mateix, el 2016 va replicar unes declaracions del jugador del Barça Luis Suárez en les quals deia que el futbol és cosa d'homes. Compagina l'activitat esportiva amb els seus estudis de periodisme.